# Eccellenza Liguria 2022-2023
Il campionato italiano di calcio di Eccellenza regionale 2022-2023 è il trentaduesimo organizzato in Italia. Rappresenta il quinto livello del calcio italiano.

## Stagione
Da quest'anno l'Eccellenza Liguria, dopo due stagioni, torna ad essere composta da un girone unico per un totale di 18 squadre partecipanti.

### Formula
Con la riadozione della formula a girone unico, in questa stagione la formula delle promozioni e retrocessioni sarà così composta: la prima classificata verrà direttamente promossa in Serie D, la seconda classificata parteciperà agli spareggi nazionali mentre le ultime tre classificate retrocederanno direttamente in Promozione.

### Squadre partecipanti
| Club                           | Città                              | Stadio                          | Stagione precedente           |
| ------------------------------ | ---------------------------------- | ------------------------------- | ----------------------------- |
| A.S.D. Albenga 1928            | Albenga (SV)                       | Stadio Annibale Riva            | 2º posto in Eccellenza Gir. A |
| U.S.D. Angelo Baiardo          | Genova (Molassana)                 | Stadio Guerino Strinati         | 3º posto in Eccellenza Gir. B |
| A.S.D. Arenzano Football Club  | Arenzano (GE)                      | Stadio comunale Nazario Gambino | 9º posto in Eccellenza Gir. A |
| A.S.D. Athletic Club Albaro    | Genova (Albaro)                    | Stadio Tre Campanili            | 8º posto in Eccellenza Gir. B |
| A.S.D. Busalla Calcio          | Busalla (GE)                       | Stadio Comunale                 | 7º posto in Eccellenza Gir. B |
| A.S.D. Cairese                 | Cairo Montenotte (SV)              | Stadio Cesare Brin              | 1º posto in Eccellenza Gir. A |
| U.S.D. Campomorone Sant'Olcese | Campomorone (GE)                   | Stadio Begato 9                 | 4º posto in Eccellenza Gir. B |
| U.S.D. Canaletto Sepor         | La Spezia (Canaletto)              | Stadio Astorre Tanca            | 5º posto in Eccellenza Gir. B |
| F.B.C. Finale                  | Finale Ligure (SV)                 | Stadio Felice Borel             | 4º posto in Eccellenza Gir. A |
| A.S.D. Forza e Coraggio 1914   | Portovenere (SP)                   | Stadio Astorre Tanca            |                               |
| A.S.D. Football Genova Calcio  | Genova (Cornigliano)               | Stadio Italo Ferrando           | 3º posto in Eccellenza Gir. A |
| Imperia                        | Imperia                            | Stadio Nino Ciccione            | 18º posto in Serie D/A        |
| Lavagnese                      | Lavagna (GE)                       | Stadio Edoardo Riboli           | 19º posto in Serie D/A        |
| S.S.D. Rapallo Ruentes 1914    | Rapallo (GE)                       | Stadio Umberto Macera           | 2º posto in Eccellenza Gir. B |
| S.C.D. Rivasamba H.C.A.        | Sestri Levante (Riva Trigoso) (GE) | Stadio Favole H.C. Andersen     | 6º posto in Eccellenza Gir. B |
| A.D. F.S. Sestrese Calcio 1919 | Genova (Sestri Ponente)            | Stadio Giuseppe Piccardo        | 9º posto in Eccellenza Gir. B |
| A.S.D. Taggia                  | Taggia (IM)                        | Stadio Marzocchini              | 5º posto in Eccellenza Gir.A  |
| S.S.D. Voltrese Vultur         | Genova (Voltri)                    | Stadio San Carlo Voltri         |                               |

## Classifica
|  | Pos. | Squadra                 | Pt | G  | V  | N  | P  | GF | GS | DR  |
|  | ---- | ----------------------- | -- | -- | -- | -- | -- | -- | -- | --- |
|  | 1.   | Albenga                 | 77 | 34 | 24 | 5  | 5  | 76 | 36 | +40 |
|  | 2.   | Lavagnese               | 70 | 34 | 20 | 10 | 4  | 65 | 29 | +36 |
|  | 3.   | Cairese                 | 58 | 34 | 16 | 10 | 8  | 63 | 48 | +15 |
|  | 4.   | Imperia                 | 58 | 34 | 17 | 7  | 10 | 60 | 42 | +18 |
|  | 5.   | Forza e Coraggio 1914   | 56 | 34 | 15 | 8  | 10 | 45 | 45 | 0   |
|  | 6.   | Genova Calcio           | 53 | 34 | 15 | 8  | 11 | 55 | 44 | +11 |
|  | 7.   | Campomorone Sant'Olcese | 53 | 34 | 15 | 5  | 14 | 42 | 40 | +2  |
|  | 8.   | Busalla                 | 52 | 34 | 14 | 10 | 10 | 61 | 52 | +9  |
|  | 9.   | Rivasamba               | 50 | 34 | 14 | 8  | 12 | 48 | 40 | +8  |
|  | 10.  | Athletic Albaro         | 47 | 34 | 13 | 8  | 13 | 49 | 44 | +5  |
|  | 11.  | Arenzano                | 47 | 34 | 13 | 8  | 13 | 39 | 44 | -5  |
|  | 12.  | Angelo Baiardo          | 42 | 34 | 12 | 6  | 16 | 49 | 55 | -6  |
|  | 13.  | Taggia                  | 39 | 34 | 11 | 6  | 17 | 32 | 51 | -19 |
|  | 14.  | Voltrese Vultur         | 37 | 34 | 8  | 13 | 13 | 40 | 49 | -9  |
|  | 15.  | Rapallo Ruentes         | 35 | 34 | 10 | 5  | 19 | 50 | 62 | -12 |
|  | 16.  | Sestrese                | 30 | 34 | 7  | 9  | 18 | 34 | 61 | -26 |
|  | 17.  | Canaletto Sepor         | 23 | 34 | 6  | 5  | 23 | 29 | 78 | -49 |
|  | 18.  | Finale                  | 22 | 34 | 5  | 7  | 22 | 25 | 50 | -25 |

Legenda:
       Promosso in Serie D 2023-2024.
  Partecipa ai play-off nazionali.
       Retrocesso in Promozione 2023-2024.
Regolamento:
Tre punti a vittoria, uno a pareggio, zero a sconfitta.
In caso di arrivo di due o più squadre a pari punti, la graduatoria verrà stilata secondo la classifica avulsa tra le squadre interessate che prevede, in ordine, i seguenti criteri:
- Punti negli scontri diretti
- Differenza reti negli scontri diretti
- Differenza reti generale
- Reti realizzate in generale
- Sorteggio

Note: